# Manglerud/Star
Idrettslaget Manglerud Star (grundlagt den 23. juni 1913 som Sportsklubben Star) er et norsk sportshold fra Manglerud i Oslo.

## Manglerud Star Ishockey
Det er ishockeyholdet, der blev Norsk mester i 1977 og 1978, som er klubbens stolthed. Holdet er trænet af Mats Trygg og spiller i Manglerudhallen. De spiller nu i Fjordkraftligaen efter at være forfremmet i foråret 2014 efter et par år i 1. division. Supporterklubben til Manglerud Star kalder sig "Green Army". Det højeste tilskuerantal denne sæson kom den 17.01.2010 mod Vålerenga, da 783 mennesker fandt vej til Manglerudhallen.

## Manglerud Star Breddefotball
Mangleud Star var i 2. division, men stedet blev overtaget af Oslo Øst FK. Senere kendt som Manglerud Star Topfotball.
De gamle veteraner fra Manglerud Star startede derfor igen i 8. division. De kom så langt som
5. division foran dem lægger deres sko på hylden. Men der var stadig nogle ivrig i klubben, der fik klubben på benene igen. Juniorspillere overtog holdet. En af dem var Manglerud Stars Ron Inge Aasnes. De hentede også målmand Eirik Olsen Eggen fra Abildsø. Desværre gik det ikke så godt, så de rykkede ned den første sæson. Det ville tage 3 år, før coachinglegenden Åge Jøndal overtog holdet. Sammen med Käthe Eva Bleken tog han holdet helt op til 3. division på 3 år. I løbet af disse år havde Manglerud Star Bredde flere store profiler, herunder Ron Inge Aasnes, Henning Jøndal, Jonas Jøndal, Lasse Kåring, Roar Steenbekken, Kenneth Johannesen, Bjørn Flom, Espen Enevoll, Mads Bleken og Fakar Khan. I 2008 overtog den tidligere Vålerenga og Strømsgodset spilleren Juro Kuvicek som hovedtræner. Sæsonen startede dårligt, og efter en halv sæson blev Juro Kuvicek fyret, og Manglerud Star Toppfotball overtog klubben. Indtil 2011 blev et rekrutteringshold oprettet til topfodbold. Før sæsonen 2013 overtog Atle Jan Larsen som træner for A-holdet. Holdet vandt 5. division klart med 17 sejre, uafgjort og ingen tab i serien. 2014-sæsonen sluttede med 6. plads i 4. division, før 2015-sæsonen sluttede med en ny forfremmelse. Det betyder, at 2016-sæsonen spilles i 3.

## Eksterne links
- Manglerud Stars hjemmeside